# Vila Nova de Cerveira (Freguesia)
Vila Nova de Cerveira ist eine ehemalige Gemeinde und Vila (dt.: Kleinstadt) im Norden Portugals.

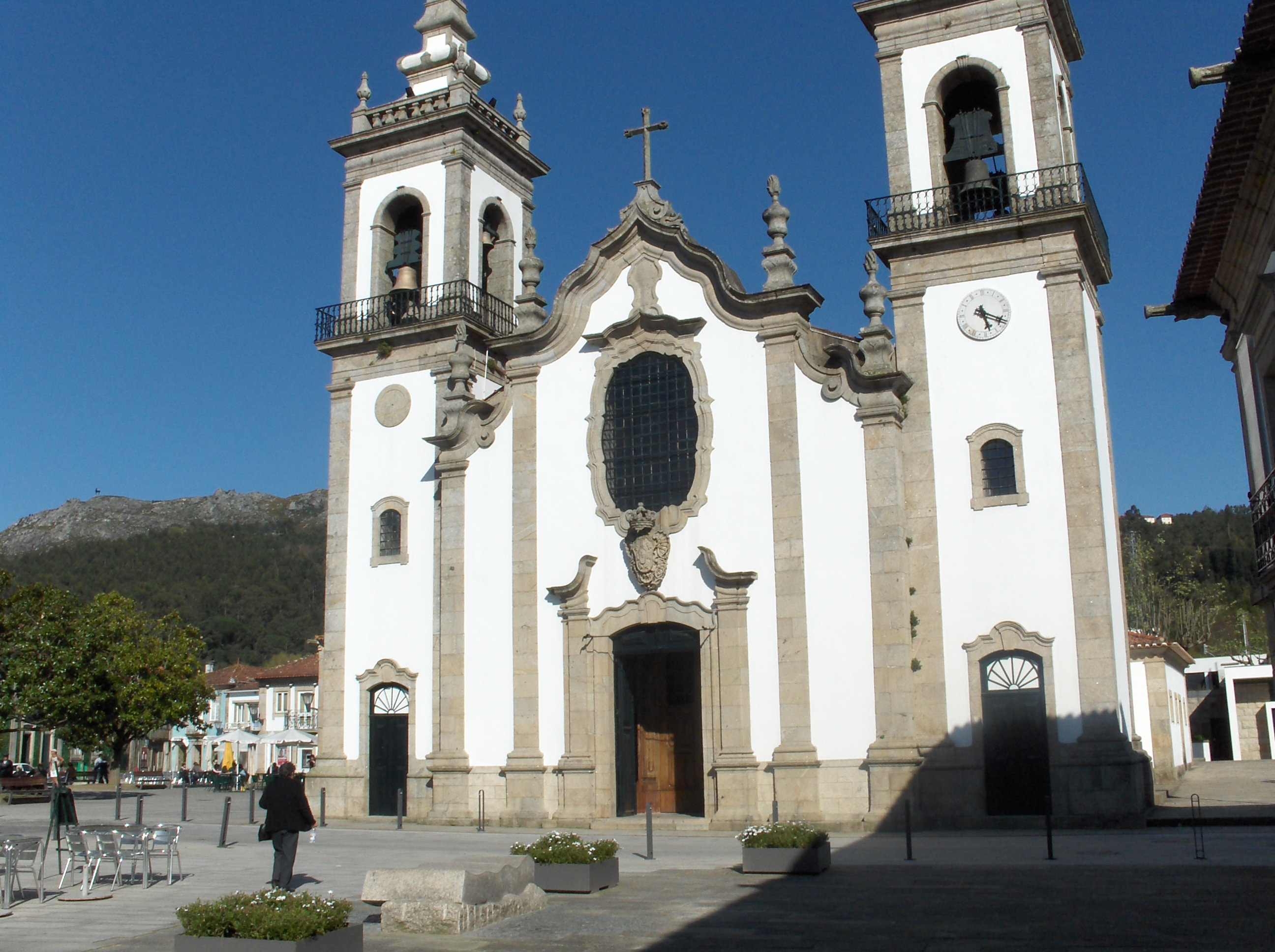
Kirche von Vila Nova de Cerveira

Vila Nova de Cerveira gehört zum gleichnamigen Kreis Vila Nova de Cerveira im Distrikt Viana do Castelo, besitzt eine Fläche von 3,5 km² und hat 1457 Einwohner (Stand 30. Juni 2011).
Am 29. September 2013 wurden die Gemeinden Vila Nova de Cerveira und Lovelhe  zur neuen Gemeinde União das Freguesias de Vila Nova de Cerveira e Lovelhe zusammengeschlossen.

## Geschichte
Die Stadt erhielt 1321 Stadtrechte durch König D.Dinis, die 1512 durch König Manuel I. erneuert wurden.

## Städtepartnerschaften
- Chagny, Frankreich